# Nailbomb
Nailbomb was een eenmalig thrashmetal/industrial metal/hardcore punk/metalcore project van Max Cavalera (Soulfly, Cavalera Conspiracy, ex-Sepultura) en Alex Newport (ex-Fudge Tunnel).
In 1994 werd het album Point Blank uitgebracht, waarop gastbijdrages van onder andere Igor Cavalera (ex-Sepultura, Cavalera Conspiracy), Andreas Kisser (Sepultura) en Dino Cazares (Asesino, Fear Factory, ex-Brujeria) te horen zijn. De band speelde in 1995 op Dynamo Open Air, een optreden dat later dat jaar als livealbum verscheen, onder de naam Proud to Commit Commercial Suicide.

## Discografie
- Point Blank (1994)
- Proud To Commit Commercial Suicide (1995)
- Live At Dynamo (2005)